# 北陸工業地域
北陸工業地域（ほくりくこうぎょうちいき）は、北陸地方（新潟県、富山県、石川県、福井県）の日本海沿岸地域を中心に広がる工業地域である。

## 概要
北陸工業地域は雪の降りつもる農閑期の余剰労働力と、中央高地から流れ下る河川から得られる豊富な電力と良質の水を背景として発達した。特に富山県と新潟県（新潟市、三条市など）で重工業が発達している。主に機械工業・金属工業が盛んであるが、これに加えて他の工業地域では比重の少ない繊維工業が多いこと、それらが昔からの伝統工芸品ともかかわりが深いことが特徴でもある。
旧新潟鉄工グループは現在もディーゼルエンジンから鉄道車両、船舶、工作機械など多岐に渡る製品を製造している。
また、洋食器の生産で世界的にも有名な三条・燕地域と、隣接する新潟市の南区・西蒲区には同製品の金属加工技術を活かし、石油ファンヒーターの国内シェア1位の企業や複雑な自動車エンジンの金型やハイブリッド部品の製造を請負う企業などが多数集積している。

## 新潟県
新潟県#経済・産業も参照
化学工業・製紙業、金属加工業、重工業をはじめ、豊富な農水産業資源を生かした食品製造業も発達している他、国内では数少ない油田、ガス田採掘施設がある。
また首都圏の車両を製造する新津車両製作所、私鉄・第三セクター鉄道の車両を製造する新潟トランシスなど鉄道の工場がある。

### 企業
- 総合車両製作所新津事業所(新潟市)
- 新潟造船(新潟市)
- 新潟トランシス(聖籠町)
- ダイニチ工業(新潟市)
- 北村製作所(新潟市)
- 有沢製作所(上越市)
- コメリ(新潟市)
- CORONA(三条市)
- スノーピーク(三条市)
- 田辺工業(上越市)
- 第一建設工業(新潟市)
- 北越コーポレーション(長岡市[注 1])
- AIRMAN(燕市)
- 北越メタル(長岡市)
- 明星セメント(糸魚川市)
- ナミックス(新潟市)

### 工場
- 東京電力柏崎刈羽原子力発電所(柏崎市、刈羽村)
- 東北電力東新潟火力発電所(聖籠町)
- 東北電力新潟火力発電所(新潟市)
- 明星セメント糸魚川工場(本社併設)

## 富山県
富山県#経済・産業も参照
立山連峰は冬の間に雪をたくわえ、春から夏にかけて豊富な雪解け水をもたらす。古くからダムが建設され水力発電が栄えてきた。北陸電力から安価な電力が供給されるため、アルミ精錬など電気を多く使う産業が栄えてきた。精密回路など多量で良質の水を必要とする産業も発展している。
富山市は富山平野に位置しており、工業地域の形成に有利である。産業構造の変化に伴い水田が工業用地や住宅地へ転用される傾向がある。
富山県は持ち家率と延べ床面積が日本で一番高く、独身者は親と同居しながら働くケースが多い。このことが労働力の価格競争力の高さにつながっている。また、結婚した者は早く家を建てるため親の支援を受けながら共働きする傾向が強く、共働き率は全国2位、世帯所得は全国1位である。このことも、安価で豊富な労働力を供給する結果になっている。
北陸銀行が地方銀行2位の規模を持つなど資本蓄積は大きい。富山銀行、富山第一銀行、富山県信用組合なども健全経営を保っており、県内企業の堅調さを支え、また支えられている。石川県や北海道の破綻した金融機関の受け皿となり規模を拡大している。
富山新港や伏木港が工業製品の輸出や原料の輸入拠点となっており、いくらかの臨海工業地帯が形成されている。富山県はモータリゼーションに伴い、鉄道が衰退傾向である代わりに、道路整備に傾注しており、工業地帯も主要道路へのアクセスを念頭に置いて形成されていることが多い。

## 石川県
石川県#経済・産業も参照
加賀藩のもとで栄えた金沢文化を背景に金箔や漆器といった伝統工芸品が有名。
明治時代になると繊維業の一大拠点となったが、新興国の台頭により停滞してしまう。近年では織機から発達した機械や電気機器の生産が盛んである。
小松市はコマツの発祥地であり、工場や関連企業もあることから企業城下町を形成しており、機械工業も発達している。

## 福井県
福井県#経済・産業・企業も参照
伝統的に軽工業が栄えてきた。鯖江市のメガネフレームなどが有名。
また、繊維産業も古くから盛んであり、セーレンなどの繊維会社もある。しかしながら近年では、中国産の安価な繊維が市場を占めるようになってきている。そのため化学繊維を使った高機能な質の高い衣料などを盛んに生産している。
1. ↑  学研学習事典データベース、1999年、「北陸工業地域」